# San Ramón
San Ramón là một khu tự quản thuộc tỉnh Matagalpa, Nicaragua. Khu tự quản San Ramón có diện tích 424 ki lô mét vuông. Đến thời điểm năm 2005, huyện San Ramón có dân số 30682 người.